# Eunidia arabica
Eunidia arabica är en skalbaggsart som beskrevs av Stefan von Breuning 1968. Eunidia arabica ingår i släktet Eunidia och familjen långhorningar. Inga underarter finns listade i Catalogue of Life.